# Nimiq 4i
O Nimiq 4i (também chamado de DirecTV-2 e DBS-2) foi um satélite de comunicação geoestacionário canadense da série Nimiq foi construído pela Hughes, ele estava localizado na posição orbital de 91 graus de longitude oeste e foi administrado inicialmente pela DirecTV e posteriormente pela Telesat Canada, empresa com sede em Ottawa no Canadá. O satélite foi baseado na plataforma HS-601 e sua expectativa de vida útil era de 10 anos. O mesmo saiu de serviço em maio de 2007 e foi transferido para uma órbita cemitério.

## História
O Nimiq 4i juntamente com o Nimiq 3 foram alugados pela Bell TV da DirecTV Inc.. Originalmente chamado de DirectTV-2, ele era usado para compartilhar um pouco da carga de trabalho do Nimiq 1.
O Nimiq 4i ficou sem combustível e saiu de sua órbita, então, ele foi substituído pelo satélite Nimiq 4iR em 28 de abril de 2007.

## Lançamento
O satélite foi lançado com sucesso ao espaço no dia 3 de agosto de 1994, por meio de um veículo Atlas IIA, a partir da Estação da Força Aérea de Cabo Canaveral, na Flórida, EUA. Ele tinha uma massa de lançamento de 2.923 kg.

## Capacidade e cobertura
O Nimiq 4i era equipado com 16 transponders em banda Ku para prestar serviços de TV em alta resolução para os EUA e países do Hemisfério Ocidental. O satélite era usado como backup para o Nimiq 1.